# 武井克弘
武井 克弘（たけい かつひろ、1984年〈昭和59年〉7月9日 - ）は、日本のアニメプロデューサー。東宝株式会社 映像本部映像事業部映像企画室所属。東京都出身。

## 来歴
桐光学園高等学校を経て早稲田大学第一文学部総合人文学科（文芸専修）を卒業後、2009年に東宝入社。演劇宣伝や関西支社にて映画宣伝を担当した後、2013年に映像事業部アニメ事業室に配属された。

## 作品一覧

### テレビアニメ
2013年
- 弱虫ペダル - 製作委員会

2014年
- ハイキュー!! - アシスタントプロデューサー
- アオハライド - プロデューサー

2015年
- 干物妹!うまるちゃん - プロデューサー

2016年
- 彼女と彼女の猫 -Everything Flows- - 企画協力

2017年
- リトルウィッチアカデミア - エグゼクティブプロデューサー（第1話）→プロデューサー（第2話 - 第25話）
- 宝石の国 - プロデュース

2020年
- BNA ビー・エヌ・エー - 企画

2023年
- お隣の天使様にいつの間にか駄目人間にされていた件 - チーフプロデューサー
- お兄ちゃんはおしまい! - チーフプロデューサー
- 僕のヒーローアカデミア - チーフプロデューサー（第6期・第127話 - ）
- TRIGUN STAMPEDE - プロデューサー
- 葬送のフリーレン - チーフプロデューサー

### Webアニメ
2019年
- そばへ - プロデューサー

### OVA
2019年
- プロメア SIDE ガロ／プロメア SIDE リオ - 協力

### アニメ映画
2015年
- 台風のノルダ - プロデューサー
- リトルウィッチアカデミア 魔法仕掛けのパレード - アソシエイトプロデューサー

2016年
- 傷物語〈I 鉄血篇〉 - 配給統括
- 傷物語〈II 熱血篇〉 - 配給統括
- 君の名は。 - プロデューサー

2017年
- 傷物語〈III 冷血篇〉 - 配給統括

2018年
- ペンギン・ハイウェイ - プロデューサー

2019年
- プロメア - 配給統括
- HELLO WORLD - 企画・プロデュース

2020年
- 泣きたい私は猫をかぶる - プロデューサー

2024年
- 劇場版ハイキュー!! ゴミ捨て場の決戦 - チーフプロデューサー

### ミュージックビデオ
2022年
- ワンダリズム きみを呼ぶ声 - 企画・プロデュース